# Estadio de Brandsen y Del Crucero
El Estadio Boca Juniors, conocido popularmente como Brandsen y Del Crucero, fue un recinto deportivo propiedad del club homónimo, ubicado en la ciudad de Buenos Aires, Argentina. Se situaba en la intersección de las calles Brandsen y Del Crucero (hoy Dr. del Valle Iberlucea), en el barrio de La Boca. Hoy en día, allí se emplaza el Alberto J. Armando, actual estadio de la institución, inaugurado en 1940. 
Fue inaugurado el 6 de julio de 1924 en un partido de fútbol entre Boca Juniors y Nacional (Uruguay), que terminó en victoria del local por 2 a 1. Sin un nombre propio, el recinto es conocido popularmente por la intersección de sus calles adyacentes. Así mismo, el predio se encontraba al costado de las vías del Ferrocarril Buenos Aires al Puerto de la Ensenada y de la estación Casa Amarilla. 
Con una capacidad para 25 000 espectadores, fue una de las dos sedes donde se disputó el Campeonato Sudamericano 1925 (actual Copa América). 
Se trata del sexto campo de juego que utilizó el club en su historia, y comenzó a albergar partidos luego de que abandonara su cancha de Ministro Brin y Sengüel. Fue cerrado el 1 de noviembre de 1938 para dar paso a la construcción de la Bombonera, el actual estadio de la institución. 

## Historia
El Club Atlético Boca Juniors había vuelto al barrio en 1916 como consecuencia de haber adquirido el estadio de Ministro Brin y Senguel, que tuvo que abandonar en 1924. A raíz de eso el club empezó la búsqueda de un lugar donde asentar su cancha de fútbol. En 1922 fueron alquiladas las tierras enmarcadas por las calles Brandsen, Del Crucero (hoy Del Valle Iberlucea) y Aristóbulo del Valle, y las vías del Ferrocarril Sud. Había un terreno cuyas medidas eran de 187x120x114 metros, donde se empezó a construir el estadio de madera. Las obras finalizaron a mediados de 1924.

### Inauguración
El primer partido disputado en este estadio, que se llevó a cabo el 6 de julio, fue un amistoso ante Nacional de Uruguay. El encuentro terminó en victoria boquense por 2-1. Nacional abrió el marcador mediante Bariocco, siendo este el primer gol en el estadio, más tarde anotarían para Boca Domingo Tarasconi (el primer jugador de Boca en anotar en el nuevo estadio) y Dante Pertini para cerrar el resultado. Ese mismo día en una emotiva ceremonia, la bandera de Boca Juniors fue trasladada a pie desde la vieja hasta la nueva cancha por un reducido grupo de socios, seguidos por 3000 simpatizantes.

### Primer partido oficial
El primer partido oficial fue el 3 de agosto por el campeonato de 1924 ante Palermo. Fue victoria de Boca por 5-2.

## Partidos del Campeonato Sudamericano 1925
A continuación se mencionan los partidos disputados en este estadio por el Campeonato Sudamericano 1925. Además cabe destacar que el ganador del torneo fue la Selección Argentina, que contaba con los futbolistas xeneizes Américo Tesoriere, Ludovico Bidoglio, Ramón Mutis, Mario Fortunato, Ángel Segundo Médici, Antonio Cerroti, Alfredo Garasini y Domingo Tarasconi.
| 29 de noviembre de 1925 | Argentina               | 2:0 (1:0) | Paraguay | Estadio Boca Juniors, Buenos Aires      |                                         |
|                         | Seoane 2' · Sánchez 72' |           |          | Árbitro(s): Ricardo Vallarino (Uruguay) | Árbitro(s): Ricardo Vallarino (Uruguay) |

| 17 de diciembre de 1925 | Brasil                     | 3:1 (1:0) | Paraguay   | Estadio Boca Juniors, Buenos Aires       |                                          |
|                         | Nilo 30' · Lagarto 57' 61' |           | Fretes 58' | Árbitro(s): Gerónimo Rapossi (Argentina) | Árbitro(s): Gerónimo Rapossi (Argentina) |

| 20 de diciembre de 1925 | Paraguay           | 1:3 (1:2) | Argentina                                 | Estadio Boca Juniors, Buenos Aires                   |                                                      |
|                         | Felitas Solich 15' |           | Tarasconi 22' · Seoane 32' · Irurieta 63' | Árbitro(s): Joaquim Antônio Leite de Castro (Brasil) | Árbitro(s): Joaquim Antônio Leite de Castro (Brasil) |

| 25 de diciembre de 1925 | Argentina                | 2:2 (1:2) | Brasil                      | Estadio Boca Juniors, Buenos Aires     |                                        |
|                         | Cerroti 41' · Seoane 55' |           | Friedenreich 27' · Nilo 30' | Árbitro(s): Manuel Chaparro (Paraguay) | Árbitro(s): Manuel Chaparro (Paraguay) |